# حاجی‌کند (گوی‌گول)
حاجی‌کند (به لاتین: Hacıkənd) یک منطقه مسکونی در جمهوری آذربایجان است که در شهرستان گوی‌گول واقع شده است.